# Somsanith Vongkotrattana
Hoàng thân Somsanith Vongkotrattana (tiếng Lào: ເຈົ້າສົມສນິດ ວົງກົຕຣັຕນະ; 19 tháng 4 năm 1913 – 1975) là chính khách người Lào từng giữ chức Thủ tướng Vương quốc Lào trong một thời gian ngắn vào năm 1960.
Ông quê quán ở Luang Prabang, Lào. Mẫu thân tên Sanghiemkham, là một trong các con gái của Hoàng thân Bounkhong, kết hôn với Souvannarath, sau này trở thành Thủ tướng, Hoàng thân Souvanna Phouma, Hoàng thân Souphanouvong, Hoàng thân Phetsarath và Hoàng thân Kindavong là những ông chú kế của ông.
Ông là Bộ trưởng Bộ Nội vụ và Bộ trưởng Bộ Tư pháp trong chính phủ Lào Issara từ năm 1945 đến năm 1946, và theo nội các lưu vong ở Thái Lan giai đoạn 1946–1949. Sau khi trở về nước, ông được bổ nhiệm làm Bộ trưởng Bộ Tài chính (1959–1960) và Bộ trưởng Bộ Tư pháp. Quốc vương đã chọn ông lên làm Thủ tướng Lào vào đầu tháng 6 năm 1960, và rồi chính phủ của ông bị lật đổ cùng năm đó.
Ông được bầu làm Chủ tịch Quốc hội từ năm 1961 đến năm 1963.